# Un mariage à Boston
Pour plus de détails, voir Fiche technique et Distribution.
Un mariage à Boston (The Late George Apley) est un film américain de Joseph L. Mankiewicz, réalisé en 1947.
Il s'agit d'une adaptation du roman et de la pièce de théâtre The Late George Apley (en) de l'écrivain américain John Phillips Marquand.

## Synopsis

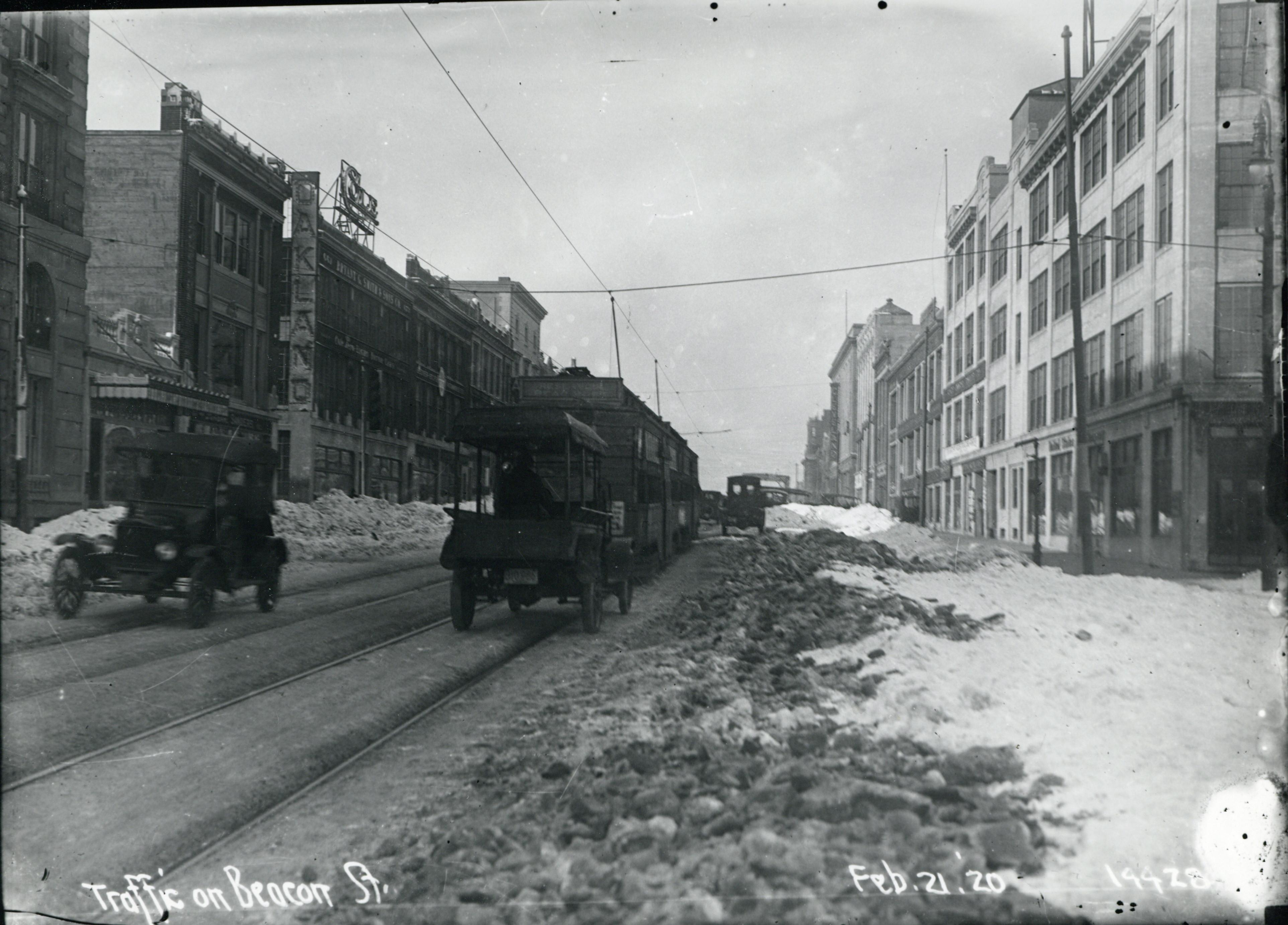
Beacon Street, Boston au début du XXe siècle

Le film débute par l'arrivée de George Apley à  son domicile, situé à Beacon Street dans un quartier bourgeois de Boston, deux ans avant le début de la Première guerre mondiale. 
Ce bourgeois, à la vie bien réglée, est effaré d'avoir croisé, sur son chemin, un homme en bras de chemise dans une rue de la ville. Sa femme Catherine qui regrette que leur vie soit réglée de façon aussi immuable, annonce à son mari qu'Eleanor, leur fille, n'assistera pas au dîner car elle viendra seulement après avoir présenté son ami, Howard Boudler, originaire de New York, ce qui semble épouvanter George, puis il concède ensuite avoir l'esprit large. Il apprend ensuite que son fils noue des relations avec une jeune femme dont les parents sont originaires de Kansas City. George va devoir faire des efforts afin d'être moins rigide et sectaire et accepter l'évolution de la société,.

## Fiche technique
- Titre original : The Late George Apley
- Réalisation : Joseph L. Mankiewicz
- Scénario : Philip Dunne, George S. Kaufman, d'après le roman de John P. Marquand
- Photographie : Joseph LaShelle
- Musique : Cyril Mockridge
- Montage : James B. Clark
- Costumes : René Hubert
- Production : Fred Kohlmar
- Pays d’origine :  États-Unis
- Langue originale : anglais
- Format : noir et blanc – 35 mm – 1,37:1 – mono (Western Electric Recording)
- Genre : comédie
- Durée : 96 minutes
- Date de sortie :
  - États-Unis : 20 mars 1947
  - France : 7 juillet 2004

## Distribution
- Ronald Colman : George Apley
- Peggy Cummins : Eleonor Apley
- Vanessa Brown : Agnès Willing
- Richard Haydn : Horatio Willing
- Charles Russell : Howard Boulder
- Richard Ney : John Apley
- Edna Best : Catherine Apley
- Percy Waram : Roger Newcombe
- Mildred Natwick : Amélia Newcombe
- Nydia Westman : Jane Willing

Acteurs non crédités

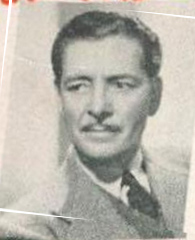
Ronald Colman

- David Bond : le gérant de la boutique de mode
- Helen Freeman : Lydia
- Paul Harvey : Julian H. Dole
- Kathleen Howard : Margaret
- Mae Marsh : la femme de chambre
- Francis Pierlot : Wilson, le majordome
- Wyndham Standing : Trustee (au ban de la société)

## Adaptation
Le film est une adaptation du roman The Late George Apley du romancier américain John P. Marquand, paru en 1937. Il a été publié en français sous le titre Feu George Apley (traduit par André Roux et préfacé par André Maurois) aux éditions Robert Laffont, coll. Pavillons, en 1949.